# Матија Губец
Амброз Матија Губец (Хижаковец, 1538 — Загреб, 15. фебруар 1573) био је загорски сељак, познат као вођа Хрватско-словеначке сељачке буне.

## Биографија
Пре буне, Губец је био кмет на имању злогласног властелина Фрање Тахија у Хрватском Загорју.
Када је избила буна, сељаци су Гупца изабрали за једног од вођа, а он је својим личним врлинама стекао највећи утицај међу вођама буне. Током кратке буне, Губец се показао као способан организатор, и инспиришући вођа, па је након смрти ушао у легенду.
Предводио је сељачку војску у пресудној бици код Стубличких Топлица, 9. фебруара, 1573. Пре битке је одржао говор у коме је покушао да убеди сељаке да ће им само победа донети слободу, док ће им пораз донети још несреће. Након пораза је ухваћен, и одведен у Загреб, где је јавно мучен и погубљен тако што је био присиљен да седне на ужарени метални престо, а на главу му је постављен ужарени метални венац чиме је и „званично“ овенчан као сељачки краљ, како су га феудалци називали, а потом је рашчетворен.
Иако је Гупчева борба завршена неуспехом, његово завештање се одразило у локалном фолклору током наредних векова.
У 20. веку, Тито и Комунистичка партија Југославије су евоцирали сећање на Гупца, тако што је једна партизанска бригада у Словенији и једна у Хрватској носила име Матија Губец. За време Тита, подигнут му је споменик у Горњој Стубици, чији је аутор Антун Аугустинчић.
У Нишу је једна улица по њему носила име док Скупштина општине Ниш 2003. године није донела одлуку да се улица преименује у Улицу мајора Тепића. У Београду, две улице носе његово име, једна је у Земуну, а друга у Раковици. У Панчеву је једна улица носила назив Матије Гупца у периоду од 1946. до 2018. године када је преименована у Драгутина Илкића-Бирте, а у насељима Старчево и Иваново и даље постоји улица Матије Гупца.
Основна школа у Таванкуту носи његово име.